# Star Child
Star Child，簡稱（Starchar），是King Records旗下負責聲優及動畫產品的部門，和另一部門MM製作部沒有從屬關係，亦與日本藝人經紀公司Starchild Production無關。
Star Child以動畫歌曲馳名，在日本動漫迷間有一定的知名度，並參與動畫製作、代理等事務。

## 沿革

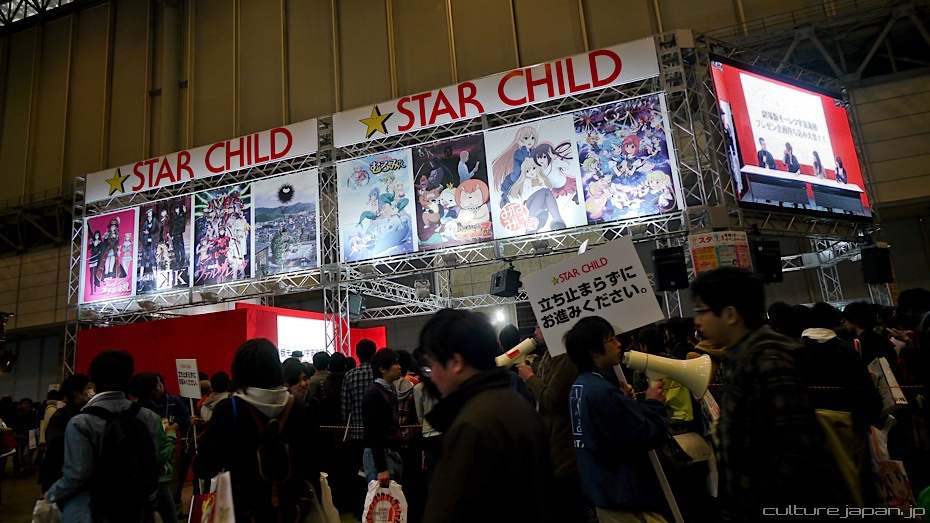
Anime Contents Expo 2013，Star Child攤位

- 1981年，King Records中負責Sunrise動畫歌曲的負責人藤田純二（現Future Vision Music執行董事兼行政總裁）創辦Star Child。而「Star Child」這個名稱是源自《2001太空漫遊》中對新人類的稱呼，也是劇場版《機動戰士高達》的其中一首歌曲的名稱。
- 1985年，藤田純二脫離Star Child，創辦Youmex，並帶走了Star Child許多員工，令Star Child陷入被廢除的危機；這個危機最終由接手的大月俊倫化解，而大月俊倫亦憑此功績成為King Records的常務非執行董事。
- 1990年代後期，Star Child開始參與製作《新世紀福音戰士》等著名動畫，並透過合作協定由林原惠、堀江由衣、angela等旗下著名歌手負責動畫歌曲。其中《魔法老師》相關唱片等動畫歌曲唱片更成功打進Oricon公信榜每周派行榜的前10名，令Star Child逐漸打出名堂。
- 2000年代，Star Child開始涉足動畫電台節目及動畫相關活動範疇，曾籌辦多個電台節目及演唱會。
- 2016年2月1日，MM製作部正式與Star Child合併為KING AMUSEMENT CREATIVE。

## 主要旗下藝人
- Neko Jump
- angela
- 堀江由衣
- 大槻賢二
- 林原惠
- 桃色幸運草Z
- 渡邊健二
- 白石涼子
- 絕望少女
- 野中藍
- 高橋洋子
- 黑薔薇保存會
- 佐藤聪美
- 上坂堇

## 前所属艺人
- 榊原由依
- 喜多村英梨

## 外部連結
- 官方網站（页面存档备份，存于） （日語）
- STARCHILD Int'l官方網站Archive.today的存檔，存档日期2014-01-26 （英文）
- STARCHILD Int'l的X（前Twitter）
- STARCHILD Int'l的Facebook專頁
- Star Child的新浪微博
- YouTube上的STARCHILD Int'l頻道